# Убица на одсуству
Убица на одсуству је југословенски филм први пут приказан 9. априла 1965 године. Режирао га је Бошко Бошковић а сценарио су, осим њега, написали Егон Гинтер и Ђорђе Лебовић.

## Радња
На плажи морског летовалишта је нађен леш. Осумњичена је породица Жаслен. Главни иследник, некадашњи логораш, сматра да је отац породице убица, јер је за време рата био командант концентрационог логора у Норвешкој. Његов млађи сарадник у истрази, неоптерећен прошлошћу свога старијег колеге, сматра да постоје индиције које терете и друге чланове породице.
Њихов интимни сукоб се одвија до коначног решења истраге.

## Улоге
| Глумац                | Улога                              |
| --------------------- | ---------------------------------- |
| Вјекослав Афрић       | Инспектор Кораћ                    |
| Слободан Цица Перовић | Зоран Радић (као Слободан Перовић) |
|                       | Валери Џеслин                      |
|                       | Тереза Џеслин                      |
|                       | Селин Џеслин                       |
|                       | Паул Џеслин                        |
|                       | Џекус Џеслин                       |
|                       | Макс Шефлер                        |

Остале улоге  ▼
| Глумац         | Улога        |
| -------------- | ------------ |
| Богић Бошковић |              |
|                | Фотограф     |
| Петар Перишић  | Омладинац    |
|                | Саксофониста |